# Пенькі-Карлінські
Пенькі-Карлінські (пол. Pieńki Karlińskie) — село в Польщі, у гміні Мощениця Пйотрковського повіту Лодзинського воєводства.